# روبرت كريغ
روبرت كريغ (بالإنجليزية: Robert Greig)‏ هو سياسي أسترالي، ولد في 1887، وتوفي في 27 أبريل 1955. حزبياً، نشط في حزب العمال الأسترالي. وقد انتخب عضو الجمعية التشريعية نيو ساوث ويلز.